# John Servos
John William Servos (né en 1951) est un professeur et historien des sciences américain. Ses recherches portent sur le développement historique de la science en tant que discours et sous la forme d'institutions et sur la manière dont la science s'est historiquement située dans la culture au sens large.

## Formation et carrière
Il a obtenu son baccalauréat du Collège Columbia de l'Université Columbia en 1972, et son doctorat de l'Université Johns-Hopkins en 1979. Il reçoit ensuite, en 1992, une maîtrise honoraire du Amherst College.
Servos est professeur Anson D. Morse d'histoire au Amherst College.

## Travaux
Ses cours portent sur l'histoire de la médecine occidentale, l'histoire des sciences, et l'histoire des sciences en Amérique. Il a également donné des cours sur la première ère de la globalisation et sur l'histoire de la pensée évolutionnaire. Parmi les autres thèmes enseignés : la science et la Guerre froide, ou encore l'histoire des médicaments miracles.
Ses travaux en histoire des sciences portent à la fois sur le développement de la science en tant que corps d'idées, de techniques et d'institutions, et sur les interactions historiques de la science avec d'autres éléments de notre culture, plus spécialement les technologies en ingénierie et en médecine.

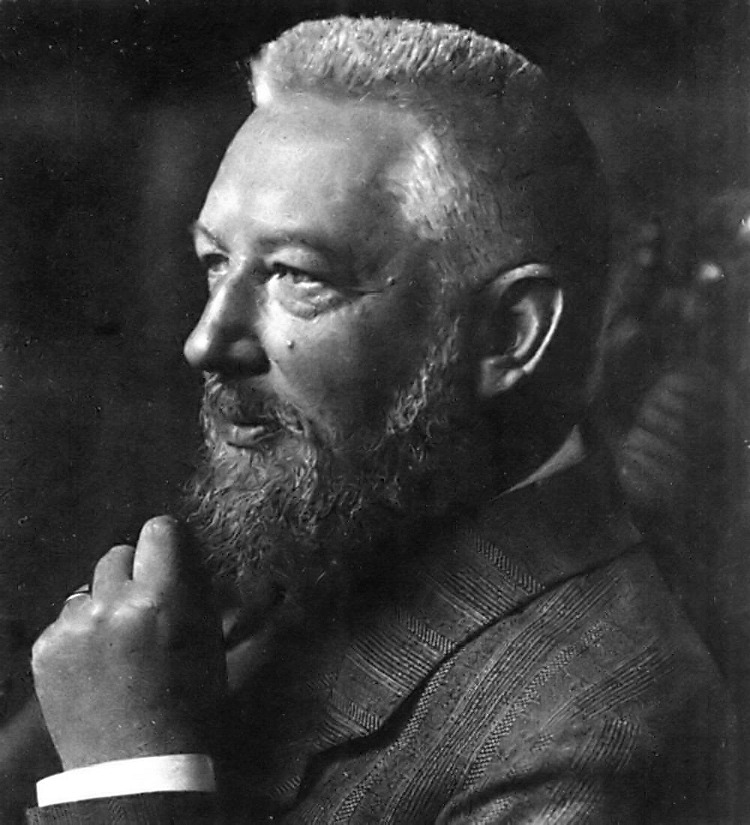
Wilhelm Ostwald (1853-1932).

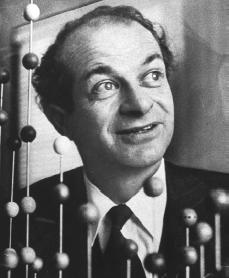
Linus Pauling (1901-1994).

Une première partie de ses travaux porte sur l'organisation sociale des nouveaux champs de la recherche scientifique. La science moderne est de nature très spécialisée et voit proliférer toujours plus de disciplines et de sous-disciplines. Sont moins remarquées la manière dont ces nouveaux champs sécurisent les normes, les recrutements et les ressources nécessaires pour leur développement, ou la manière dont une expertise hautement spécialisée trouve sa place au sein des institutions qui servent des objectifs tels que l'éducation générale ou la recherche industrielle. Dans les années 1980, John Servos étudie des exemples particuliers de ces questions, aboutissant à un livre sur la manière dont la chimie physique s'est développée, passant d'une spécialité ésotérique à ue des principales branches de la chimie dans les décennies autour de 1900, et à des articles sur les origines de champs tels que l'ingénierie chimique et la géochimie. Dans son livre Physical chemistry from Ostwald to Pauling : the making of a science in America paru en 1990, il explique le développement d'une chimie physique « ioniste » en Europe avec Svante Arrhenius, Jacobus van't Hoff Wilhelm Ostwald, puis sa transplantation en Amérique. Il y décrit ensuite l'émergence de la chimie physique en présentant d'une part une série de portraits de personnalités telles que Arthur Amos Noyes, Wilder Dwight Bancroft, Gilbert Lewis et Linus Pauling, et d'autre part des institutions dont le MIT, l'université de Californie à Berkeley, Cornell et Caltech.
Au début du XXe siècle, la chimie physique est une nouvelle science hybride ; les études de solutions aqueuses et de la thermodynamique chimique ont transformé la connaissance scientifique e la chimie. En explorant les relations entre cette discipline et l'industrie et avec les autres sciences, Servos montre comment elle a été à son tour éclipsée par ses propres descendantes comme la chimie quantique.
Selon Peter Morris, « Servos a considérablement éclairé une question clé, la formation de nouvelles disciplines scientifiques, par son analyse pénétrante de l'essor de la chimie physique en Amérique.... Je ne me souviens pas d'un autre livre récent dans ce domaine qui ait réussi à combiner une si haute exigence de clarté verbalé, de narration lisse et d'élégance pure, avec une rigueur intellectuelle et une recherche documentaire approfondie. ».
Ces études l'ont conduit à explorer un deuxième grand thème, l'histoire du mécénat dans la recherche sur les campus universitaires. Les archives révèlent que les entreprises sont profondément impliquées dans la soutien aux programmes universitaires en ingénierie et en chimie au début du vingtième siècle, et montrent aussi que les chercheurs et les hommes d'affaires se sont combattus en matière de propriété intellectuelle, de secret et de conflits d'intérêts bien avant l'ère de la Recombinaison d'ADN. Le fruit de ses recherches sont une série d'articles, la création d'une association avec quelques collègues en histoire des technologies et d'une revue, Technology and Culture, dont il a été un rédacteur en chef et un contributeur durant une décennie.
Enfin un troisième thème de recherche est l'histoire des antibiotiques et autres « médicaments miracles » du milieu du XXe siècle. Ces médicaments ont eu des effets révolutionnaires sur les industries thérapeutique et pharmaceutique. Leur histoire est un exemple paradigmatique de la manière dont la science des laboratoires peut changer le monde. Mais cela raconte aussi comment le changement scientifique engendre des problèmes et des conséquences non anticipées, dans le cas présent en matière de régulation, de résistance, de politique tarifaire et d'accès.

## Prix et distinctions
Son livre, Physical Chemistry from Ostwald to Pauling, a reçu le prix Pfizer de l’History of Science Society pour le meilleur livre en histoire des sciences en 1991,. 
Servos est membre de l'Association américaine pour l'avancement des sciences et ancien président (2002-2003) de l’History of Science Society.   

## Sélection de publications
- Servos, John W., Physical chemistry from Ostwald to Pauling : the making of a science in America, Princeton, NJ   : Princeton University Press, 1990,  (ISBN 0-691-08566-8).
- Crossley, Pamela Kyle; Lees, Lynn Hollen; Servos, John W., Global society : the world since 1900, Boston   : Houghton Mifflin, 2004.